# Agoraea schausi
Agoraea schausi är en fjärilsart som beskrevs av Rothschild 1909. Agoraea schausi ingår i släktet Agoraea och familjen björnspinnare. Inga underarter finns listade i Catalogue of Life.